# Champeaux (Seine-et-Marne)
Champeaux település Franciaországban, Seine-et-Marne megyében. Lakosainak száma 814 fő (2022. január 1.). Champeaux Saint-Méry, Andrezel, Aubepierre-Ozouer-le-Repos, Blandy, Fouju és Mormant községekkel határos.

## Népesség
A település népességének változása:
| Lakosok száma | 814  | 828  | 836  | 823  | 819  | 815  | 812  | 810  | 814  |
|               | 2013 | 2015 | 2016 | 2017 | 2018 | 2019 | 2020 | 2021 | 2022 |